# Arkadociparsko narječje
| Zapadna grupa: ██ dorsko ██ sjeverozapadno dorsko ██ ahejsko dorsko | Središnja grupa: ██ eolsko ██ arkadociparsko | Istočna grupa: ██ atičko ██ jonsko |
|                                                                     |                                              |                                    |

Arkadociparsko grčko ili južno ahejsko narječje jest skupina dijalekata starogrčkoga jezika kojima se govorilo od 12. do 3. st. pr. Kr. u središnjem Peloponezu i na Cipru.  Od starogrčkih narječja najviše je nalikovao mikenskomu grčkom jeziku poznatom iz natpisa na linearu B.   
Pretpostavlja se da se arkadociparski prajezik govorio u Aheji oko 1200. pr. Kr. te da se tijekom dorske seobe dio stanovništva preselio na Cipar a dio povukao u brda Arkadije.  Kako nakon toga ova dva područja nisu bila u dodiru, arkadski i ciparski dijalekti su se udaljili.  
Oba dijalekta poznajemo samo iz epigrafskih podataka. Ciparski je do 3. st. pr. Kr. koristio i vlastito pismo, ciparski silabarij, izvedeno iz minojskog lineara A.